# Iupucari
Iupucari (também: Eupucari ) é uma aldeia indígena de ameríndios macuxis e uapixanas na região de Alto Tacutu-Alto Essequibo, na Guiana .  Está localizado entre as montanhas canucu e Pacaraima, ao longo do rio Rupununi .

## Visão geral
Por volta do início do século XX, iupucari foi fundada como uma missão anglicana chamada Missão Anglicana de Santa Maria .
Iupucari tem uma escola e um posto de saúde. A aldeia está ligada a Lethem por estrada. A economia é baseada na agricultura de subsistência, caça, pesca e turismo. O Caiman House Eco Lodge está localizado na vila. O acesso Wi-Fi gratuito foi disponibilizado para a aldeia.

## Natureza
Iupucari é conhecida pela grande variedade de borboletas que visitam a região. O Yupukari Wildlife Club construiu uma fazenda comunitária de borboletas na aldeia. iiupucari também é lar de tartarugas de rio. Perto da vila podem ser encontradas tartaruga-da-amazónia ( Podocnemis expansa ) e tartarugas de rio de manchas amarelas ( Podocnemis unifilis ).